# Clinton (Carolina del Sur)
Clinton es una ciudad situada en el condado de Laurens, Carolina del Sur, Estados Unidos. Tiene una población estimada, a mediados de 2023, de 7714 habitantes.

## Geografía
La localidad está ubicada en las coordenadas 34°28′26″N 81°51′39″O / 34.47389, -81.86083 (34.473887, -81.860899). Según la Oficina del Censo, tiene una superficie total de 27.07 km², de los cuales 27.05 km² corresponden a tierra firme y 0.02 km² están cubiertos de agua.

## Demografía

### Censo de 2020
Según el censo de 2020, en ese momento la localidad tenía una población de 7633 habitantes.
| Raza                   | Núm. | Porc.   |
| ---------------------- | ---- | ------- |
| Blancos                | 4249 | 55.67%  |
| Afroamericanos         | 2910 | 38.12%  |
| Amerindios             | 16   | 0.21%   |
| Asiáticos              | 98   | 1.28%   |
| Isleños del Pacífico   | 1    | 0.01%   |
| De otras razas         | 92   | 1.21%   |
| De una mezcla de razas | 267  | 3.50%   |
| Total                  | 7633 | 100.00% |

Del total de la población, el 2.73% eran hispanos o latinos de cualquier raza.

### Estimación 2018-2022
Según la estimación 2018-2022 de la Oficina del Censo, los ingresos medios de los hogares de la localidad son de $38,350 y los ingresos medios de las familias son de $59,848. Los ingresos per cápita en los últimos doce meses, medidos en dólares de 2022, son de $18,729. Alrededor del 25.8% de la población está por debajo de la línea de pobreza nacional.